# Chertsey, Surrey
Chertsey är en stad i grevskapet Surrey i sydöstra England. Staden ligger i distriktet Runnymede vid floden Themsen, cirka 29 kilometer söder om centrala London. Tätorten (built-up area) hade 14 553 invånare vid folkräkningen år 2021. Chertsey nämndes i Domedagsboken (Domesday Book) år 1086, och kallades då Certesi.